# Kennedy Chandler

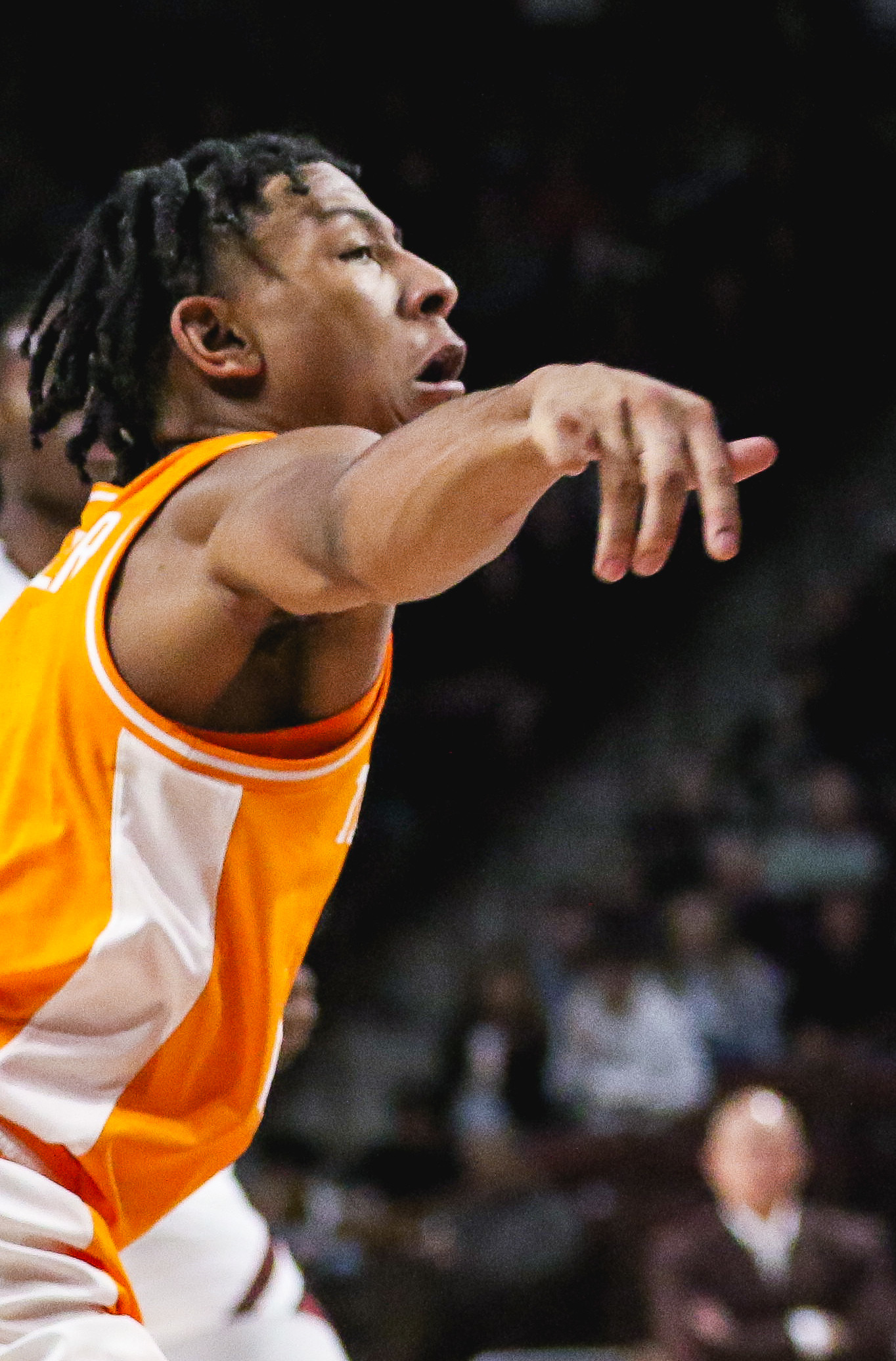
Kennedy Chandler, 2022.

Kennedy Collier Chandler, född 16 september 2002 i Memphis i Tennessee, är en amerikansk professionell basketspelare (PG) som spelar för Toronto Raptors i National Basketball Association (NBA). Han har tidigare spelat för Memphis Grizzlies.
Chandler draftades av San Antonio Spurs i andra rundan i 2022 års draft som 38:e spelare totalt.
Innan han blev proffs studerade Chandler vid University of Tennessee och spelade för deras idrottsförening Tennessee Volunteers.